# Vaudreching
Vaudreching é uma comuna francesa na região administrativa do Grande Leste, no departamento de Mosela. Estende-se por uma área de 4.69 km², e possui 518 habitantes, segundo o censo de 2018, com uma densidade de 110 hab/km².